# Östergötlands Nyheter
Östergötlands Nyheter var ett Nyhets- och Annonsblad för Östergötland som kom ut 20 december 1890 till 28 december 1892.
Tidningen trycktes hos K. Lundegård i Motala med antikva. Provnummer kom ut 20 december 1890 och 27 december 1890.
Tidningen kom ut två dagar i veckan onsdag och lördag med 4 sidor. Formatet var folio sex spalter med måtten 52,5 x 37 cm. Prenumeration kostade 2 kr.
Utgivningsbevis utfärdades för redaktören Karl Emil Lundegård 22 december 1890 å denna tidning, som utgjorde en fortsättning av Weckobladet se nedan.

## Föregångare
Weckobladet, Nyhets- och Annonsblad för alla samhällsklasser var en dagstidning som kom ut från den 2 december 1887 till 27 december 1890.
Tidningen trycktes hos J. W. Lundbergs änka 1887-1888 och sedan hos K. Lundegård 1889-1890 med antikva som typsnitt.
Tidningen kom en gång i veckan fredagar/lördagar med fyra sidor i folioformat med 6 spalter, satsytan var 52,8 x 37,3 cm och en prenumeration kostade 1 kr 50 öre.
Utgivningsbevis för Weckobladet utfärdades för Karl Emil Lundegård 12 november 1887. Den fortsattes av Östergötlands Nyheter 1891.
För Lördagsqvällen. Weckobladets bilaga. 1888-1890. Innehåller noveller och roliga historier. Placerad som Roman samling folio på Kungliga biblioteket.